# 皇甫真
皇甫 真（こうほ しん、生没年不詳）は、五胡十六国時代前燕の将軍。字は楚季。漢人であり、その出自は安定郡朝那県を本貫とする安定皇甫氏である。前燕の君主四代に仕え、その勢力拡大に大いに貢献し、晩年には高官を歴任した。

## 生涯

### 慕容廆の時代
313年、遼西に割拠していた鮮卑慕容部の大人慕容廆から招聘を受け、兄の皇甫岌と共にその傘下に入った。
同年4月、幕僚として迎え入れられ、枢要（国家の重大機密）を任せられるようになった。
その後、まだ20歳であったものの、その才覚を高く評価されて遼東国侍郎に抜擢された。

### 慕容皝の時代
333年5月、慕容廆がこの世を去って嫡男の慕容皝が後を継ぐと、皇甫真は主簿に任じられた。
慕容皝の法の運用は厳格であり、また連年に渡って災厄や戦役が続いていた事もあり、民百姓は困窮していた。皇甫真は建議し、租税を減らし労役を軽減させて休息を与えるべきであると慕容皝へ訴えたが、この意見により慕容皝の不興を買ってしまい、免官となった。
11月、慕容仁（慕容皝の同母弟）が慕容皝に反旗を翻して平郭で自立すると、多くの民が慕容皝を見限って慕容仁に呼応したので、慕容皝は皇甫真の進言を容れなかった事を後悔し、考えを改めて皇甫真を復職させて平州別駕に任じた。
337年9月、慕容皝は群臣の勧めに応じて燕王に即位する事を決断すると、その準備としてまず官僚の整備を行った。皇甫真は冗騎常侍に任じられ、列卿・将帥の一員となった。
338年12月、後趙の征東将軍麻秋が3万の兵を率いて前燕へ襲来した。皇甫真は慕容恪と共に騎兵七千を率いて迎撃に出ると、三蔵口において奇襲を仕掛け、後趙軍を散々に撃ち破った。功績により奉車都尉に任じられ、遼東・営丘二郡の太守となった。
彼はいずれの郡でも善政を敷き、大いに治績を上げた。

### 慕容儁の時代

#### 慕容曄の補佐
348年11月、慕容皝がこの世を去って慕容儁が後を継ぐと、皇甫真は典書令に任じられて中央へ帰還した。
350年2月、慕容儁が自ら後趙攻略に乗り出すと、皇甫真は大司農劉斌と共に首都の龍城に留まって太子慕容曄の補佐を任された。慕容曄はまだ幼かったので、実質的には皇甫真らが政務・事務全般を管轄した。
後に右司馬に任じられた。

#### 冉魏を滅ぼす
352年4月、輔国将軍慕容恪・五材将軍封奕と共に、華北最大の勢力である冉閔討伐のために安喜へ進軍した。冉閔がその気勢を憚って常山へ後退すると、これを追って軍を転進させ、泒水の南岸にある廉台（現在の河北省石家荘市無極県の東）において両軍は対峙した。前燕軍は冉閔に大いに苦しめられたものの、敢えて敗れた振りをして敵軍を本陣に誘い込み、これを挟撃して大いに破った。これにより7千人余りを討ち取り、冉閔とその将兵を捕らえて慕容儁のいる薊へ送った。
352年4月、輔弼将軍慕容評と侯龕が精鋭騎兵1万を引き連れて冉魏の都である鄴へ侵攻したが、守将の蒋幹はこれを阻んだ。5月、慕容儁の命により皇甫真は広威将軍慕容軍・殿中将軍慕輿根らと共に騎兵歩兵併せて2万を率いて加勢に向かい、共に鄴を攻めた。8月、前燕軍は鄴を陥落させた。鄴には珍品や宝貨が山のように積まれていたが、皇甫真は一切略奪を行わず、ひたすら城内の人心を安んじる事に努め、ただ図書・典籍のみを手中に収めたという。
同年11月、慕容儁が帝位に昇ると、皇甫真は尚書左僕射に任じられた。

### 慕容暐の時代

#### 慕輿根を誅殺
360年1月、慕容儁が亡くなる直前、皇甫真は慕容恪らと共に後事を託され、慕容暐の輔政を命じられた。2月、慕容暐が即位すると、侍中・秘書監に任じられた。
同月、太師慕輿根は朝廷を混乱させて自らが政権を掌握しようと目論んだ。皇甫真はこれを事前に察知し、慕容恪へ「根（慕輿根）という男は、根はもともと凡庸な者に過ぎないのに、先帝の厚恩を賜って今の地位まで引き立てられたのです。しかしその本性は見識のない小人のままであり、それが先帝の崩御以来日に日にひどくなっております。このままでは大乱へ至ります。明公（慕容恪）は周公のごとき地位にあるからには、社稷を考えて速やかにこれを除くべきでしょう」と進言した。しかし、慕容恪はその確証が取れない事と、まだ慕容暐が即位して間もないうちに重臣を誅殺する事による国内の混乱を憂慮して、これに従わなかった。その後、慕輿根の計画が露見すると、皇甫真は護軍傅顔と共に彼を捕らえて乱を収めた。慕輿根が誅殺されると、慕容恪は皇甫真へ「汝の建議に従わなかったせいで、もう少しで禍敗を引き起こすところであった」と述べ、忠告に従わなかった事を謝罪した。

#### 呂護を征伐
361年2月、河内郡太守呂護が反旗を翻し、東晋へ降伏の使者を派遣した。慕容恪は朝堂において対応策を議して「遠方の人が従わない時、文徳を修治することにより帰順させるという。今、護（呂護）に対しては恩詔を以って降伏させるのが適当であり、兵をもって攻め滅ぼすべきではないと考えるが、どう思うかね」と、群臣へ尋ねた。皇甫真は「護（呂護）は9年の間に3度も王命に背いています。彼の姦心を推察しますに、依然として狂暴でねじまがったままであります。それに明公（慕容恪）は今、江湘の地で兵馬を休め、剣閣にその名を刻もうとしている所です。どうして護がこの機に乗じて都に接近し、殺戮しないと言えましょうか。ここは軍事謀略をもって彼を取り除くべきあり、檄文をもって降伏を諭しても彼を再度用いることは出来ますまい」と答えた。慕容恪はこの建議を採用して出征を決断し、皇甫真は冠軍将軍・別部都督に任じられた。
3月、皇甫真は1万の兵を率い、慕容恪や傅顔と共同で呂護の守る野王へ侵攻した。前燕軍が野王城外に至ると、呂護は籠城作戦をとったので、数か月に渡り包囲攻撃を掛けた。
5月、追い詰められた呂護は配下の張興を出撃させたが、傅顔により撃退された為、城内の士気はさらに下がった。皇甫真は配下の将兵へ通達を出して「護（呂護）は大勢の兵を失って城外へ逃走を図る時、必ずや包囲の手薄な箇所を狙って突撃を掛けるであろう。我が軍の兵士は多くが弱兵であり、武器も質が悪く数も不足している。防備をもっと厚くするのだ」と伝え、すぐに何度も督促を出し、馬戦車や盾牌を検査させた。また、夜間に警邏を行う者を自ら精査して任務に当たらせた。食糧が尽きた呂護は皇甫真の陣営へ夜襲を掛けたが、皇甫真は備えを十分にしていたため突破できなかった。慕容恪はこの隙に攻撃を仕掛けたので、呂護の軍は大打撃を受けて壊滅し、呂護は妻子を棄てて滎陽へ逃走した。
軍を帰還させると、皇甫真は鎮西将軍、并州刺史に任じられ、護匈奴中郎将を兼務し、并州に出鎮した。

#### 司空・太尉を歴任
その後、中央に復帰すると、侍中・光禄大夫に任じられた。
365年4月、司空に昇進し、中書監を兼務した。
367年10月、前秦の晋公苻柳が蒲坂で、趙公苻双が上邽で、魏公苻廋が陝城で、燕公苻武が安定で、それぞれ君主苻堅に対する反乱を起こした。その際、苻廋は陝城を挙げての帰順を条件に前燕へ援軍を要請した。前燕の魏尹・范陽王慕容徳は前秦を討つ絶好の機会であるとして、朝廷へ出兵を要請した。多くの群臣がこの要請に同意し、慕容暐もこれに従おうとしたが、司徒慕容評は前秦の国力の高さと、慕容恪が死して以降国内がまだ纏まっていない事を挙げて反対し、軍事行動を起こさなかった。
苻謏は慕容評や慕容暐が何ら遠謀を持っていない事を知っており、救援軍が派遣されないのではと懸念していたので、前燕の重臣である慕容垂と皇甫真に手紙を送って「苻堅、王猛はいずれも人傑です。燕の征伐を久しく目論んでおりました。今、もしこの機会に乗じて赴かなければ、燕の君臣はまさに『甬東の悔』（呉王夫差が越に敗れると、越王勾践により甬東（舟山群島）に島流しを言い渡された。夫差はこれを拒絶し、かつて側近伍子胥の進言を用いずに越を滅ぼさなかった事を後悔しながら自殺した）を抱く事になりましょう」と訴えた。慕容垂はこの書を読むと、私的な場で皇甫真へ「我らを患わせる者は必ずや秦だ。主上（慕容暐）は春秋に富み（年齢が若くて）未だに政事に心を留めようとせず、太傅（慕容評）の度量や計略を鑑みても、苻堅や王猛に抗う事は出来ぬぞ」と語った。皇甫真は「その通りだ。これこそ繞朝（春秋時代秦の政治家）が言う『謀之不従可如何！（謀が聞き入れられなければ、為す術が無い！）』という事だろう」と答えるのみであった。
結局、反乱は王猛・鄧羌・張蚝・楊安・王鑒によって同年の内に鎮圧された。
同年12月、太尉・侍中に転任した。
369年11月、前秦へ使者として赴いていた大鴻臚梁琛と苟純が鄴に帰還した。梁琛は慕容評へ、前秦が前燕併呑の準備を進めており、近いうちにその軍勢が到来するので防備を固めるよう要請したが、慕容評は取り合わなかった。梁琛は慕容暐にも同様に訴えたが、彼もまた応じなかった。その為、梁琛は皇甫真へも相談を持ち掛けると、皇甫真は深くこれを憂慮し、慕容暐へ上疏して「苻堅と我らは互いに使者を往来させ、輔車の関係を保っておりますが、隣敵として等しく抗しあっており、国の勢いも同一です。利があればそちらを優先するのは明らかであり、慕善の心などありません。久要（旧約）を崇めるために信を守ち、和を存続させる事などありはしないのです。近頃は行人の往来を重ねており、またその軍は洛川まで出てきましたが、これは行軍路や要害の地、また国家の内情について細かく調査するためなのです。虚実をよく調べて奸計を練り、風塵（内乱）を聞いて国の隙を窺うは、侵攻する上での常道です。今、呉王（慕容垂）が外奔（亡命）しており、敵は彼を謀主となすでしょうから、伍員（伍子胥）の禍に備えなければありません（楚の伍子胥は災いを避けて呉へ亡命し、後に楚を滅ぼした）。洛陽・并州・壷関の諸城に命じ、増兵して守備を固め、有事に備えられますように」と訴えた。これを受け、慕容暐は慕容評を呼び出してこの件について尋ねたが、慕容評は急に国境の防備を固めるような事をすればむしろ前秦に疑念を抱かせる事になるとして、結局取り合うことは無かった。

### その後
370年12月、前秦の尚書令王猛に侵攻により鄴が陥落して前燕が滅亡した。皇甫真は苻堅に従って関中に入ると、奉車都尉に任じられ、春季・秋季には皇帝に朝見する事を許された。
以降は前秦に仕え、数年後に死去した。

## 人物
20歳にしてその高い才覚で名を馳せ、特に文章の才を有していた。清廉な人物で無駄を省いた堅実な生活を好み、欲が少なく私財を蓄える事がなかった。酒にはめっぽう強く、1石余り飲んでも乱れる事がなかった。
また、その人柄は高雅であり、文章を書き綴る事を好んだ。生涯のうちに著した詩賦は40篇余りを数えたという。

## 兄弟
- 皇甫岌 - 皇甫真同様に文才があったという。元々は平州一帯を支配する西晋の東夷校尉崔毖より長史として招聘されていたが、謙恭な言葉で辞退して仕える事は無かった。やがて遼西地方に割拠する慕容廆からも招かれると仕官に応じ、皇甫真を伴って帰順した。313年4月、弟と共に幕僚として迎え入れられ、枢要（国家の重大機密）を任せられるようになった。その後の動向は不明。

- 皇甫腆 - 前秦に仕え、散騎常侍の地位にあった。子の皇甫奮・皇甫覆もまた前秦に仕え、みな関中では名望があったという。

## 逸話
- 慕容恪の死後、前秦の苻堅は前燕を併呑しようと画策し、その隙を窺った。その一環として、西戎主簿郭弁に密かに匈奴左賢王曹轂と交流を結ばせると、曹轂を前燕への使者として鄴へ向かわせ、郭弁自身はあくまでその付き人という扱いで同行し、前秦からの刺客だとばれないようにした。こうして郭弁は鄴に至ると、公卿の家を逐一訪問して回って内情の収集に努め、皇甫真の家にも訪れると「私は秦人ですが、家人は秦に誅殺されてしまい、故に曹王（曹轂）に命を託して燕へやって来たのです。散騎常侍である貴兄（前秦に仕える兄の皇甫腆）を始め、皇甫奮・皇甫覆（いずれも皇甫腆の子）の兄弟とも旧知の仲ですぞ」と語り、警戒心を解こうとした。だが、この発言に皇甫真は怒りを露わにして「臣下たるもの、身内と言えども境外の者と交りを持ったりはせぬものだ。何故、汝は我にそのような話をするのか！汝は姦人に相違ない。嘘偽りをもって我らを利用しにきたのではあるまいな」と声を荒らげた。そして、君主慕容暐にこの事を告げると、郭弁を詳しく取り調べる様要請した。だが、慕容暐・慕容評はともにこれを聞き入れなかった。郭弁が無事に前秦に帰還すると、苻堅へ「燕朝の政治は乱れ綱紀は無く、図る事は可能です。機変を理解しているのはただ皇甫真のみです」と報告した。これに苻堅は「六州の地を治めておきながら、明智の士が一人しかおらんとは！その皇甫真も生まれは秦であり、燕に用いられているに過ぎぬ。関西（関中）に君子（学識・人格に優れ、徳行を備えた人物を指す）が多い事など良く分かっている事だ」と呆れたという。

- 王猛が鄴を攻め落として入城した時、皇甫真はその馬首を望んで拝した。だが、その翌日に面会すると、王猛を卿と呼称した。王猛は「昨日は我を拝していたのに、今は卿と呼んでいる。どうして恭敬と怠慢の差がこのように大きいのだ」と問い尋ねると、皇甫真は「卿は昨日までは賊であった。今朝からは同じ国士であろう。我は賊に拝し国士を卿と呼んだだけであるが、何かおかしな所でもあるかね」と返した。王猛はこの答えに大いに喜び、尚書右僕射権翼へ「これこそ皇甫真が大器である所以だな」と語った。